# Sweetser
Sweetser – miasto w Stanach Zjednoczonych, w stanie Indiana, w hrabstwie Grant.